# 大竹夏紀
大竹 夏紀（おおたけ なつき、Natsuki Ootake、1982年8月7日 - ）は日本のアーティストである。正倉院宝物などにも見られる伝統的染色技法であるろうけつ染めを用い、独自の鮮やかなアイドル像を描く。2014年からは「毎日の生活の中にもアートを楽しんでもらいたい」との思いから自身の作品でもたびたび起用される「瞳」をモチーフにしたピアスの販売を始めるなど精力的に活動している。
ろうけつ染めの革新者として知られる。

## 経歴
- 1982年、群馬県富岡市生まれ。
- 2006年、多摩美術大学生産デザイン学科テキスタイルデザイン専攻卒業。
- 2008年、多摩美術大学大学院デザイン専攻テキスタイルデザイン修了。

## メディア出演
- 2010年 2010年度東京モード学園テレビCM起用[1]
- 2013年 「未来シアター」（日本テレビ:10月4日)[2]
- 2014年 
  - 「DASHでイッテQ!行列のできるしゃべくり日テレ系人気番組?1決定戦2014春」(日本テレビ:4月6日)[3]
  - 「デザイン・コード」 (テレビ朝日:4月12日)[4]